# Compresseur à vis
Un compresseur à vis est un mécanisme destiné à augmenter la pression d'un gaz. C'est aussi, par extension, une machine complète dans laquelle est installé ce mécanisme de compression  (aussi appelé « élément de compression » ou « bloc vis »), et incluant châssis, moteur d'entrainement, échangeurs, filtres, tuyauteries, éléments de régulation, armoire électrique… Ces compresseurs assemblés peuvent être fixes ou mobiles.
Le compresseur à vis fait partie de la famille des compresseurs volumétriques rotatifs ; la compression du gaz est réalisée par une diminution mécanique du volume des chambres de compression. Il existe des vis doubles, les plus répandues, et des monovis. Les vis doubles se déclinent en deux catégories : vis non lubrifiées et vis lubrifiées (par injection d'huile ou injection d'eau).
Les deux applications principales des compresseurs à vis sont la production d'air comprimé et la compression de fluides frigorigènes dans les systèmes frigorifiques industriels. L'industrie gazière utilise également cette technique dans les stations de compression. Le compresseur à vis double est aujourd'hui la technique la plus utilisée pour la production d'air comprimé dans l'industrie dans les gammes de pression de 5  à   15 bar et les plages de débit de 100  à   3 000 m³/h. Elle équipe également une grande part des systèmes frigorifiques industriels et tertiaires.

## Histoire

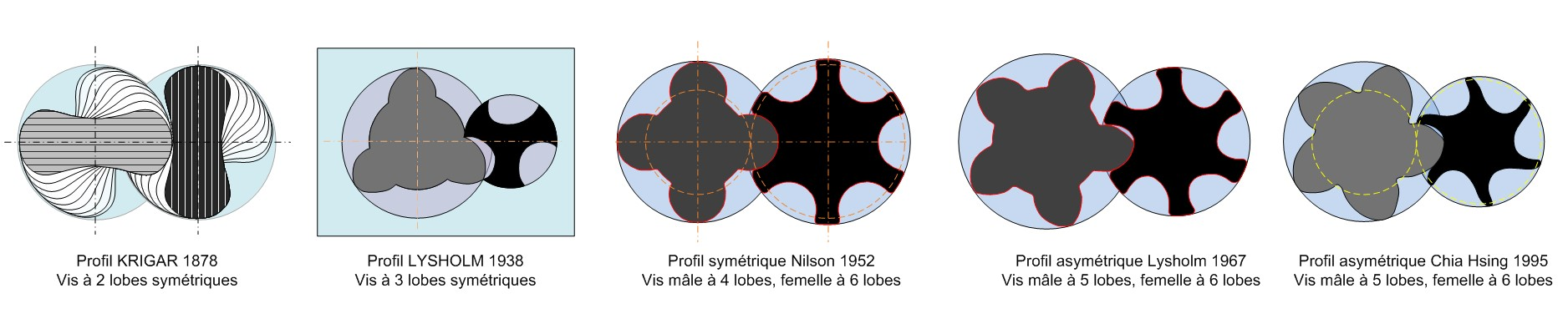
Évolution des profils de vis double de 1878 à 2000.

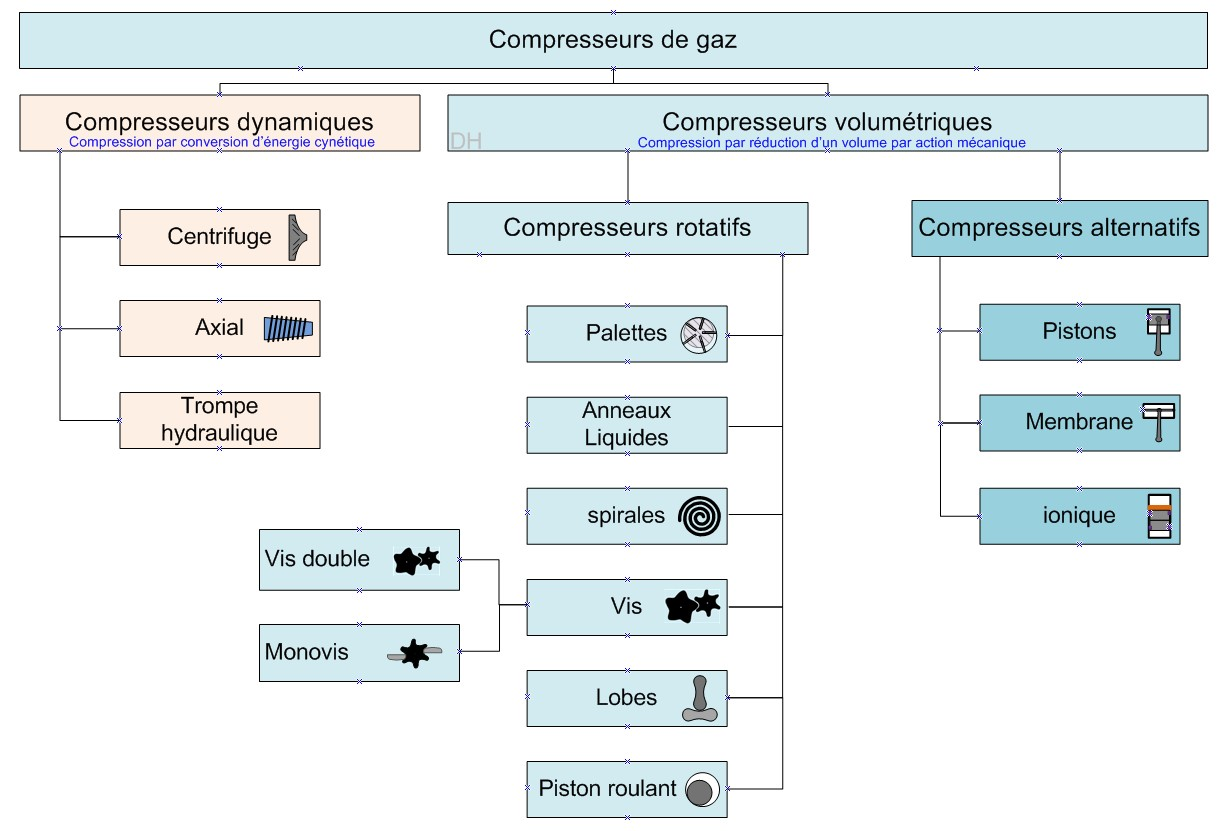
Classification des familles de compresseurs.

Le compresseur à vis double est inventé en 1878 par l'allemand Heinrich Krigar dont le brevet a expiré sans aucune exploitation, faute de disposer à cette époque des moyens techniques suffisants pour fabriquer ce qui n'était alors qu'un prototype à 2 vis à 2 lobes dont la pression ne dépassait pas 200 grammes. Le suédois Alf Lysholm, ingénieur en chef de Ljungstroms Angturbin à repris le développement de cette technologie et déposé plusieurs brevets d'amélioration en 1935 et 1938 pour des vis doubles symétriques à 3 lobes non lubrifiées.
La Société suédoise SRM (initialement appelée Ljungstroms Angturbin AB) réalise jusqu'en 1951 de multiples essais de combinaison de lobes de rotors (3+3, 3+4, 4+4, 5+7...) avant d'obtenir des performances suffisantes pour commercialiser ses blocs de compression à vis double ou en vendre les licences. Les premières études portaient sur des éléments de compression non lubrifiés; les recherches sur les possibilités d'injection d'huile ont ensuite été menées mais n'ont abouti qu'en second lieu vers 1954. Des licences ont alors été accordées à des fabricants de machines parmi les leaders, encore actuellement en 2025, de ce secteur d'activité, dont la Sté Howden qui à fabriqué pour SRM son premier bloc vis.
Le premier compresseur d'air comprimé à vis non lubrifié a été commercialisé par MAN-GHH en 1952. Atlas-Copco commercialise le premier compresseur d'air à vis lubrifiées en 1957. La Sté Howden commercialise le 1er compresseur à vis utilisé comme compresseur frigorifique dans les années 1960. L’essor des compresseurs à vis et ses avancées technologiques, lubrifiés et non lubrifiés, n'ont dès lors jamais cessé, jusqu'à devenir une des technologies les plus utilisées pour les pressions de 5  à   15 bar, dès les années 1970 et jusqu'à ce jour en 2025.
Le compresseur monovis Zimmern, inventé en 1965 par le français Bernard Zimmern, bénéficie jusqu'à ce jour en 2025 d'une moindre diffusion. Commercialisé par Peugeot en 1967 comme compresseur d'air comprimé, il trouve aujourd'hui des applications dans le domaine frigorifique, et aussi dans quelques compresseurs d'air à injection d'eau.
La lubrification par injection d'eau est inventée et brevetée par Bernard Zimmern en 1990.

## Applications
La technologie des compresseurs à vis se développe distinctement et parallèlement dans 2 secteurs d'activité principaux qui représentent les plus gros volumes de production : l'air comprimé et la compression de fluides frigorigènes. Les 2 marchés évoluent en parallèle en utilisant à des fins différentes une technique de compression commune. L'industrie gazière développe elle aussi séparément ses propres applications spécifiques, avec la même technologie. Les éléments de compression à vis sont également utilisés dans des pompes à vide, en se servant du côté aspiration du bloc pour produire le vide… Toutes ces applications sont essentiellement industrielles ou tertiaires.

### Air comprimé
La production d'air comprimé à moyenne pression (autour de 5  à   10 bar), utilité critique pour toute industrie, est assurée pour 70 à 80 % à partir de compresseurs à vis. Les applications typiques sont l'alimentation de machines et outils pneumatiques, qui transforment l'énergie contenue dans l'air comprimé en mouvements linéaires ou rotatifs, largement automatisés ; ou encore l'usage de l'air en tant que matériau pour du soufflage ou du bullage. Le marché mondial des compresseurs d'air comprimé à vis s'élèverait, selon diverses études de marché, autour de 15 milliards d'euros en 2023.

### Frigorifique
Le secteur du froid utilise des compresseurs à vis, le plus souvent lubrifiés, en tant qu'éléments de compression dans des refroidisseurs. Les gaz comprimés pour cette application sont des fluides frigorigènes (ammoniac (NH3), R134, R1234, R513...en constante évolution). En 2019, le marché mondial des compresseurs à vis pour des applications frigorifiques s'élevait à environ 130 000 unités par an.

### Industrie gazière
L'industrie du gaz naturel est une grande utilisatrice de compresseurs, pour ses procédés de production comme pour le transport et le stockage du gaz. Les compresseurs majoritairement employés sont des compresseurs à pistons ou des compresseurs centrifuges mais des compresseurs à vis de grosse puissance sont aussi utilisés dans cette industrie.

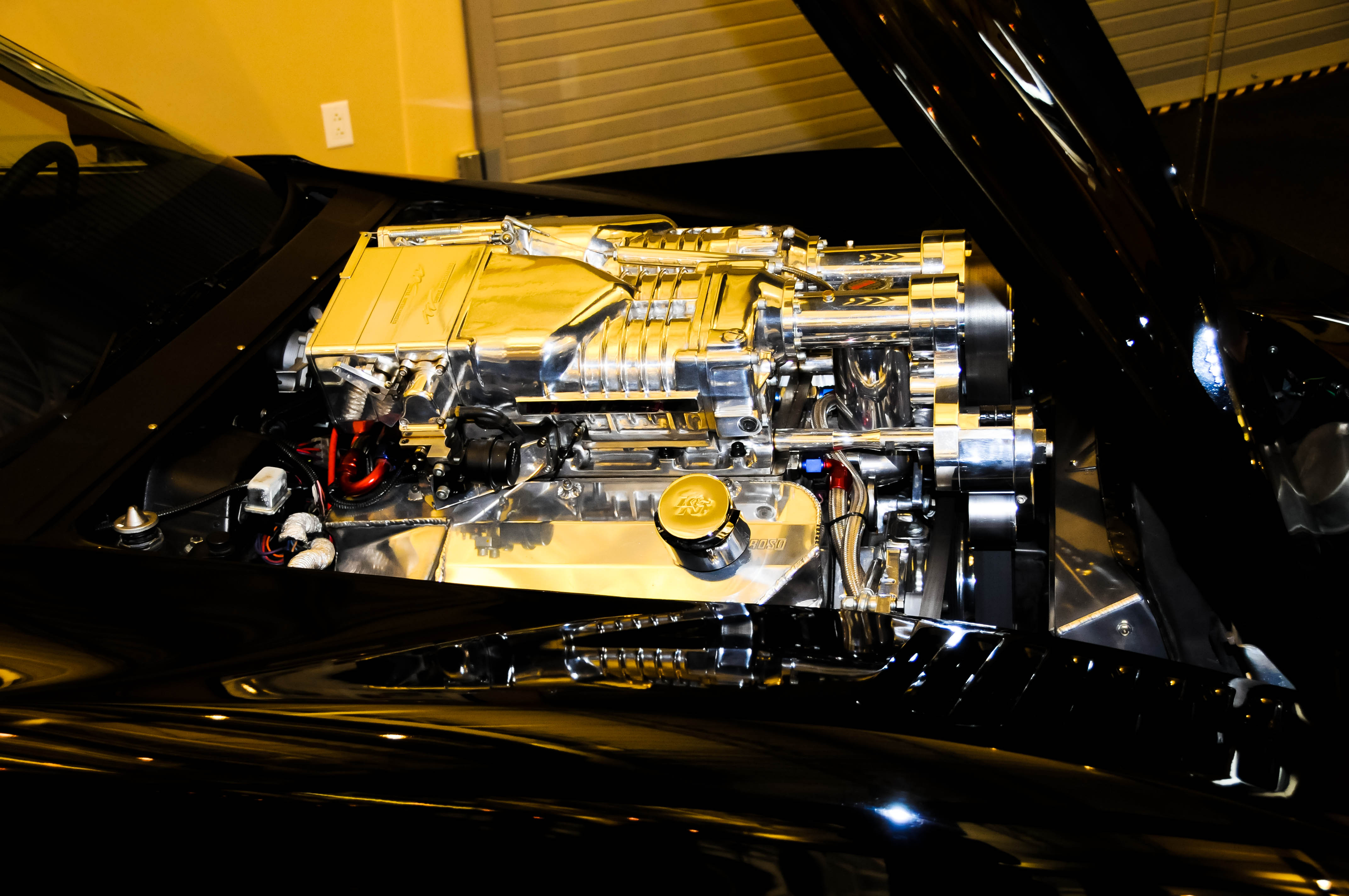
Compresseur en de suralimentation coiffant le moteur d'une Chevrolet Corvette.

La distribution du gaz naturel est réalisée majoritairement dans des gazoducs qui forment un immense réseau de tuyauteries (32 000 km en France) reliant les sites d'extraction, les terminaux méthaniers GNL (Gaz Naturel Liquéfié) ou les unités de biogaz aux consommateurs finaux. La compression du gaz provoque, par la différence de pression, son déplacement à environ 5 m/s (15  à   20 km/h). Des stations de compression sont nécessaires tous les 100  à   200 km, équipées de compresseurs de très grosse puissance (le coût de la compression du gaz représente 10 à 15 % de l'énergie contenue dans le gaz véhiculé). Aux États-Unis, il y a près de 1 400 stations de compression, d'une puissance cumulée de 16 000 MW
De manière anecdotique en termes de volumes de production, certains moteurs de voitures sont équipées de compresseurs de suralimentation à vis double.

## Les éléments de compression

cliquer ici pour l'animation

Conçus historiquement sur la base de deux vis hélicoïdales enfermées dans un logement fixe appelé stator; ces deux vis, un rotor mâle et un rotor femelle, s'imbriquent l'une dans l'autre et sont mobiles en rotation grâce aux roulements sur lesquelles elles sont montées. Les filets des vis sont appelés des lobes, convexes sur la vis mâle et concaves sur la vis femelle ; leur nombre peut être variable mais l'association la plus fréquemment rencontrée est une vis mâle à 5 lobes avec une vis femelle à 6 lobes. Le profil des vis (la forme des lobes vus en coupe) est dit symétrique lorsque le dessin du lobe mâle est identique au dessin de l'empreinte entre 2 lobes femelles ; l'emploi de vis à profil asymétrique s'est généralisé dès la fin des années 1960 pour leurs meilleures performances. De constantes recherches d'amélioration des performances, sur les meilleures combinaisons de rotors, de nombre de lobes, ou encore du profil des vis, conduisent les fabricants à proposer, selon l'utilisation et la nature des fluides comprimés, un grand nombre de variantes de ces blocs vis: monovis, vis double, mono-lobeou multi-lobes… Les plus courants sont les compresseurs à vis doubles à injection d'huile, avec un profil asymétrique, dont la technologie aujourd'hui aboutie offre un bon compromis performance / fiabilité. Les compresseurs monovis, technologie plus récente et encore en développement, offrent théoriquement de meilleures performances, mais n'ont pas réussi en 2025 à s'imposer face aux vis doubles.

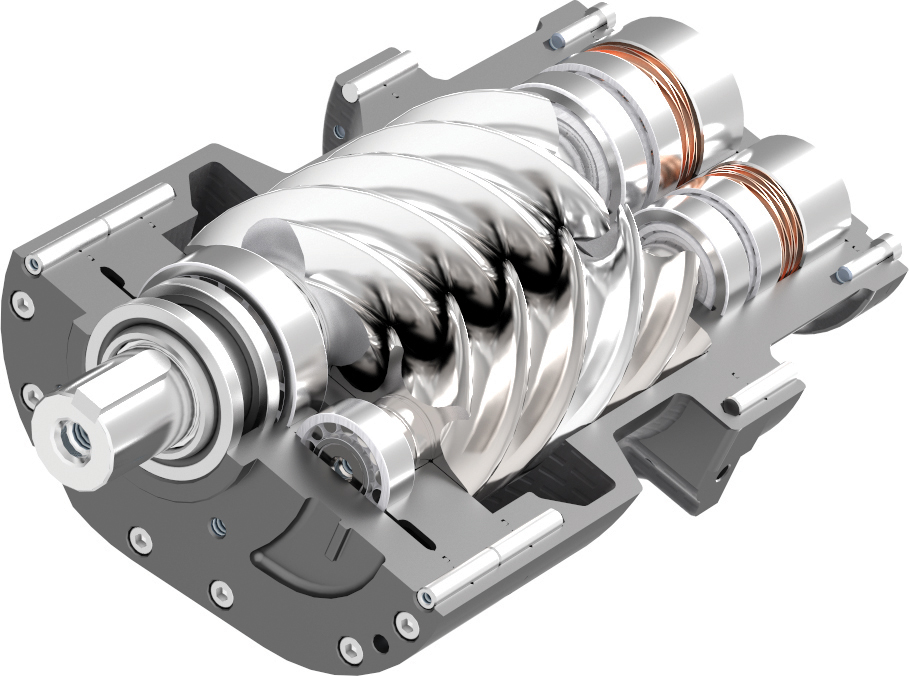
Vue écorchée d'un bloc vis lubrifié pour air comprimé.

L'usinage des rotors est réalisé sur des tours à partir de cylindres d'acier, les stators sont généralement en fonte. Les plus gros blocs vis, employés pour la compression de GNL ou de fluides frigorigènes, peuvent peser plus de 10 tonnes.

### Vis double lubrifiée
Le compresseur à vis comporte deux vis hélicoïdales sans fin (un rotor mâle et un rotor femelle) installés dans un stator. Les deux rotors sont généralement montés sur trois roulements à bille chacun. Le stator comprend un corps principal usiné au diamètre des vis, fermé à ses extrémités par deux flasques intégrant les logements des roulements de vis. Les chambres de compression sont constituées par les espaces vides entre les rotors et le stator. Une seule des deux vis (le rotor mâle) est accouplée au moteur d'entraînement ; elle assure l'entraînement de la seconde vis qui est libre en rotation.
L'aspiration du gaz se fait au plus près du flasque avant du stator (côté arbre d'entrainement), au milieu des deux vis. Le refoulement est à l'autre extrémité des vis et du côté opposé. L'air aspiré est emprisonné entre les rotors et le stator lors de la rotation des vis. Chacun de ces espaces constitue une chambre de compression dont le volume est ensuite réduit par les lobes de la vis opposée au fil de la rotation des rotors. Le gaz comprimé s'évacue du bloc vis par l'orifice de refoulement.

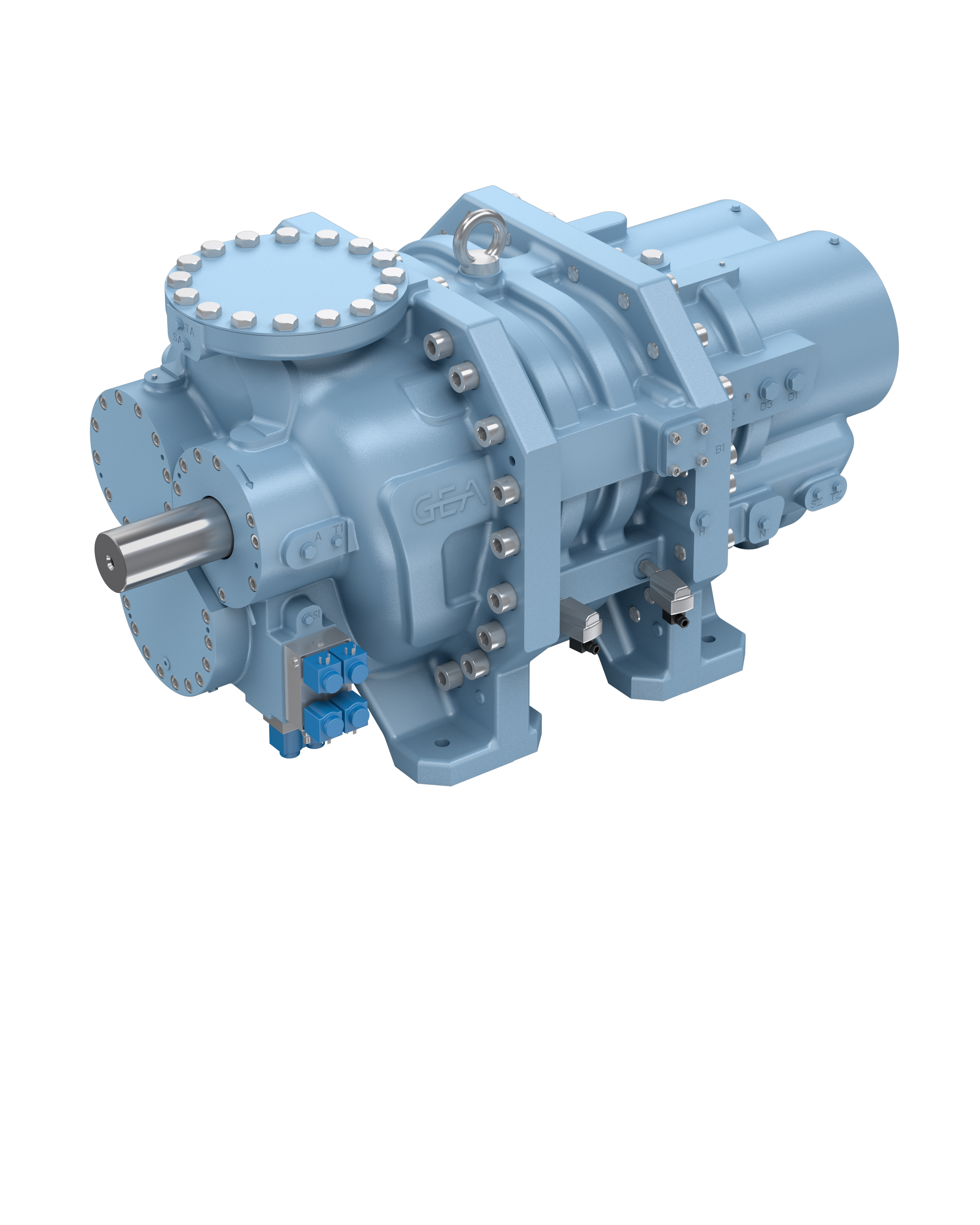
Élément de compression à vis lubrifiées de fluide frigorigène.

L'huile utilisée dans ces compresseurs assure une triple fonction : étanchéité, lubrification et refroidissement. Le compresseur à vis lubrifiées présente peu de pertes mécaniques par frottement par rapport à d'autres compresseurs volumétriques comme les palettes ou les pistons. Le contact entre les vis mâles et femelle est réduit par le lubrifiant, omniprésent sur toutes les surfaces et assurant ainsi l'étanchéité propice à la diminution des fuites internes, tant entre vis qu'entre vis et stator. Le profil des vis , les faibles jeux mécaniques (de l'ordre de 5  à   15 centièmes de mm), et les vitesses de rotation (de 1 500  à   7 000 trs/min) sont déterminants pour l'obtention du rendement énergétique. Le taux de compression d'un bloc vis à injection d'huile permet d'atteindre des pressions jusqu'à 28 bar en compression mono-étagée.

### Vis double non lubrifiée
Ce compresseur à vis comporte également deux vis hélicoïdales sans fin installés dans un stator mais la rotation des 2 vis est synchronisée par un train d'engrenage pour assurer qu'elles n'entrent pas en contact l'une avec l'autre. Il n'y a de ce fait pas de pertes mécaniques par frottement entre les vis. L'engrenage pour la synchronisation des vis nécessite une lubrification, indépendante de la chambre de compression et sans contact direct avec cette dernière (des joints d'étanchéité sur l'arbre des rotors assurent la séparation entre les chambres). Les stators intègrent parfois des circuits de refroidissement usinés dans la masse pour leur refroidissement.
L'absence d'étanchéité entre les deux rotors et le stator (assuré par le film d'huile dans le cas des compresseurs à vis lubrifiées) nécessite des vitesses de rotation importantes (jusqu'à 25 000 trs/min) pour compenser les fuites internes au bloc vis, et engendre des taux de compression moindres que les vis lubrifiées (rapport 3/1). L'absence de lubrifiant dans le processus de compression provoque également des températures de compression plus élevées, de l'ordre de 200 °C. Les rotors nécessitent un revêtement de surface (à base de PTFE) pour empêcher la corrosion, ils peuvent aussi être réalisés en acier inoxydable.

### Monovis

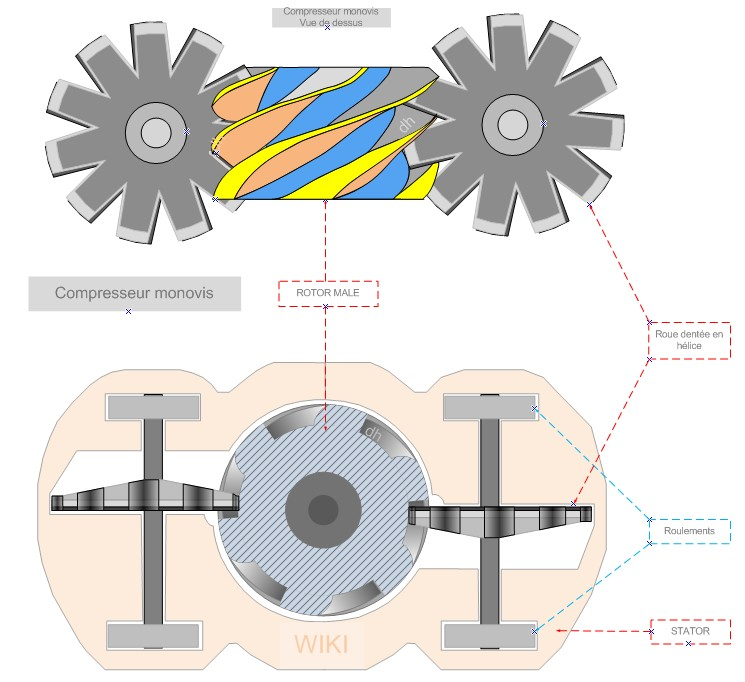
Bloc vis d'un compresseur monovis.

Une seule vis hélicoïdale constitue le rotor, dans l'axe de l'arbre d'entrainement, elle est flanquée de part et d'autre par deux roues dentées, satellites en forme d'étoile libres en rotation et entrainés par ce rotor, dont les dents s'imbriquent dans les parties creuses des lobes de vis. Les chambres de compression sont constituées des espaces libres entre stator, parties creuses des lobes de vis et roues dentées. L'ensemble est logé dans un stator.
La compression réalisée simultanément de chaque côté du rotor diminue considérablement les charges radiales et axiales supportées par les roulements du rotor, en comparaison avec les vis doubles, augmentant ainsi en théorie leur longévité. Les pertes mécaniques par frottement entre satellites et rotor sont moindres qu'entre les deux rotors des vis doubles, les satellites ne subissant pas de poussée axiale liée à la compression. Le contact entre les roues dentées et le rotor est assuré par une pièce d'usure en matériau composite (à base de polymère). L'érosion progressive de cette pièce lors du fonctionnement entraine une augmentation des jeux fonctionnels, donc des fuites internes, entre le rotor et les satellites. Le bon rendement énergétique initial n'est donc pas constant, contrairement aux vis doubles, et nécessite pour son maintien une maintenance préventive systématique de remplacement de ces roues dentées.

## Les machines complètes

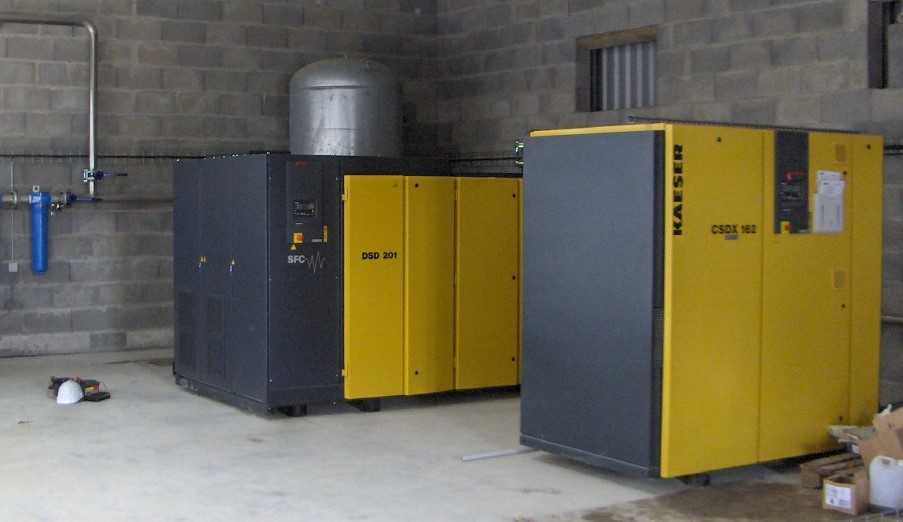
Compresseurs à vis de 90 et 110 kW

Les machines complètes dénommées compresseurs à vis ont pour finalité la compression d'air ou de gaz naturel (Dans le secteur du froid, la machine complète qui comprend un compresseur s'appelle un refroidisseur, un chiller en anglais). L'élément de compression est installé sur un châssis métallique, accouplé à son moteur d'entraînement (électrique ou à combustion interne), et relié par des tuyauteries aux éléments périphériques nécessaires à son fonctionnement: des échangeurs pour réguler les températures des fluides, des filtres, d'éventuels réservoirs, des organes de commande et de régulation; l'ensemble de ces éléments est le plus souvent installé à l'intérieur d'un capotage pour l'insonoriser, ne laissant visible de l'extérieur qu'un parallélépipède, d'une centaine de kg à plusieurs tonnes. Certaines de ces machines sont mobiles, installées sur des remorques routières, on parle de compresseurs de travaux publics.

### Compresseur à vis double lubrifié à injection d'huile

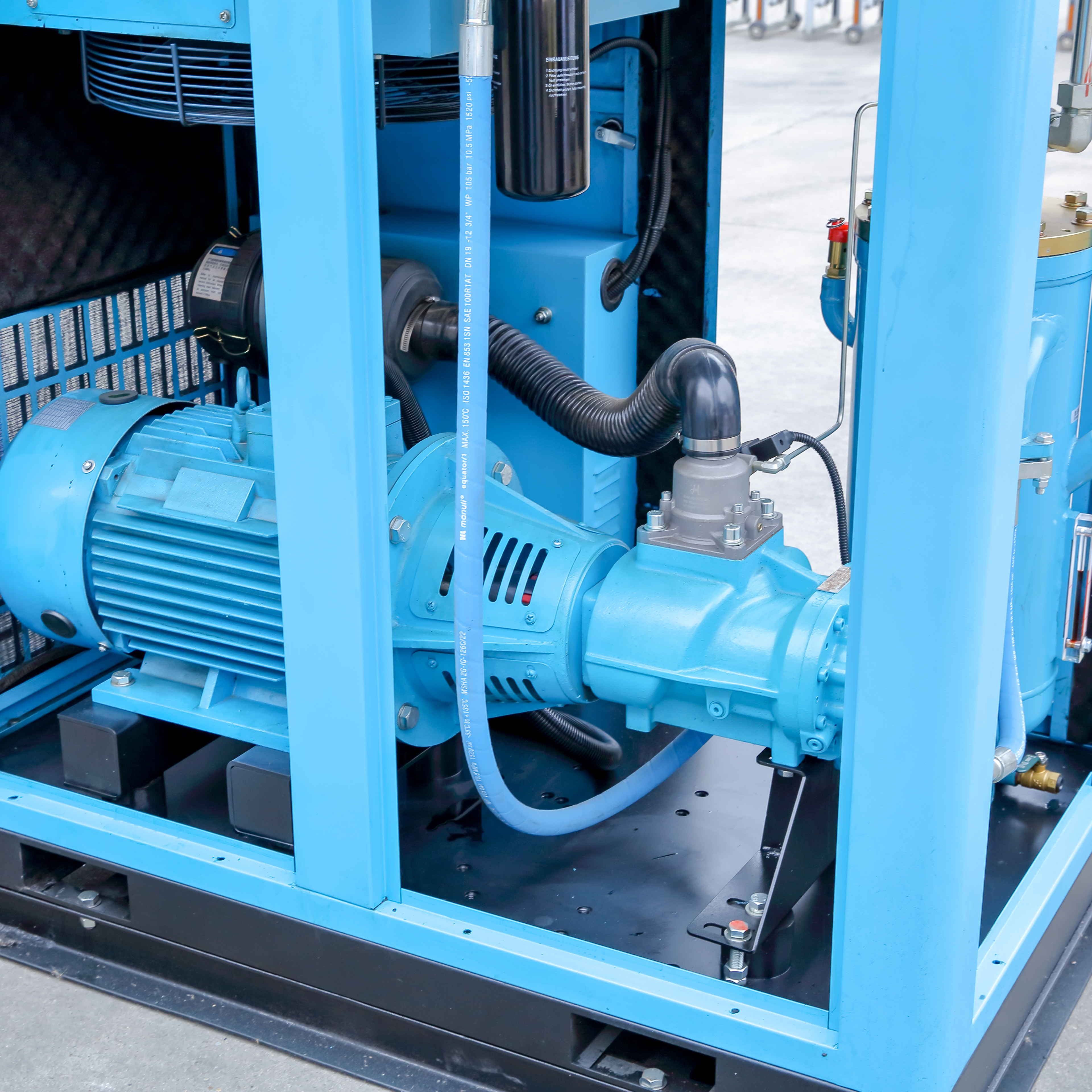
Intérieur d'un compresseur à vis lubrifié (panneaux d'habillage déposés) au 1er plan l'ensemble moto-compresseur accouplé

Ce compresseur à vis lubrifié est le plus répandu de tous les compresseurs à vis, et occupe une place prépondérante dans l'industrie, principalement pour la production d'air comprimé.

#### Principe de fonctionnement du compresseur complet
L'élément de compression (bloc vis)  est entrainé en rotation par le moteur électrique et crée une dépression. L'air ambiant est aspiré au travers du filtre à air et du régulateur d'aspiration, l'huile est injectée simultanément. Le mélange air-huile ainsi créé est comprimé dans les chambres de compression du bloc vis et est refoulé vers le réservoir séparateur. La compression de l'air engendre une élévation de température importante au point de refoulement (environ 80°C). Le mélange air-huile, chaud, arrive dans le réservoir séparateur qui assure plusieurs fonctions: 1° réservoir pour le lubrifiant, 2° séparation mécanique de l'huile et de l'air (par effet centrifuge et/ou gravitaire selon les techniques retenues par les fabricants).

Les 2 fluides (air et huile) vont alors se séparer en 2 circuits distincts : l'huile retombe dans le fond du réservoir sous l'effet de la gravité et l'air, plus volatile mais encore chargé de gouttelettes d'huile, cherche sous l'effet de la pression à s'extraire du réservoir par le haut.

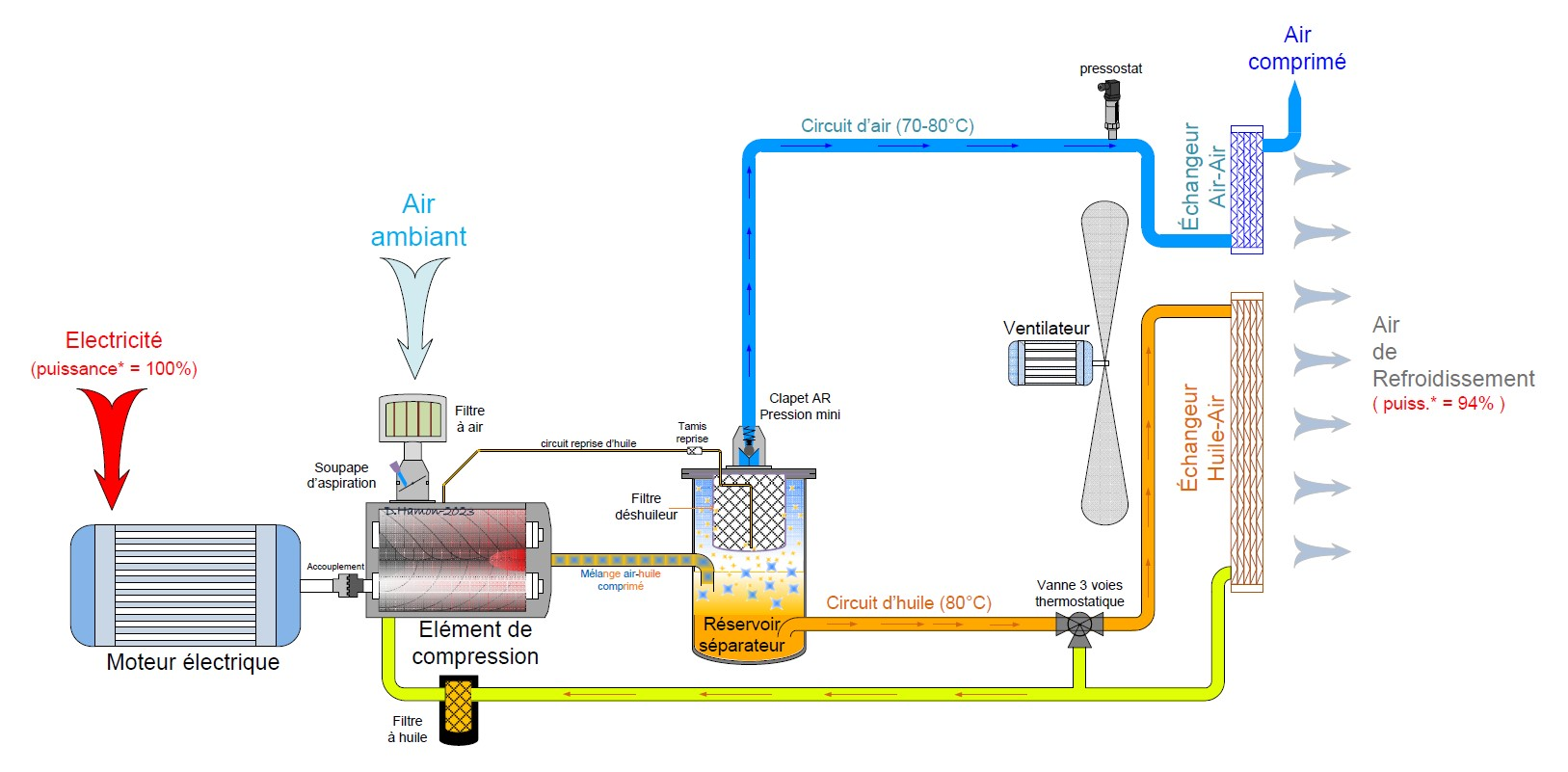
Schéma de principe compresseur à vis lubrifié

##### Circuit d'huile
La circulation d'huile est provoquée par la pression de l'air présente dans le réservoir séparateur. Le lubrifiant, à 80°C est envoyé dans un échangeur (huile-air ou huile-eau) afin d'être refroidi pour évacuer l'énergie thermique qu'il a accumulé durant la phase de compression. Une vanne thermostatique assure le maintien d'une température suffisante de l'huile (>65°C) pour obtenir une fluidité satisfaisante pour une bonne lubrification et contrôler d'éventuels phénomènes de condensation des vapeurs d'eau. En cas de température trop basse, elle by-pass l'échangeur de refroidissement; elle permet aussi une montée rapide en température lors du démarrage du compresseur. À la sortie de l'échangeur, l'huile refroidie à environ 60°C est réinjectée dans l'élément de compression après passage dans un filtre à huile pour assurer sa filtration.
L'huile utilisée dans ces compresseurs assure une triple fonction : étanchéité, lubrification et refroidissement. Si l'huile est trop chaude, elle n'est plus assez visqueuse pour garantir l'étanchéité et la lubrification. Il est donc nécessaire d'en assurer son refroidissement, via un échangeur huile-air ou huile-eau.

##### Circuit d'air
L'air est poussé par sa pression au travers d'un filtre déshuileur (ou filtre séparateur). Il y est débarrassé des gouttelettes d'huile (il subsiste cependant des vapeurs d'huile en suspension dans l'air — de l'ordre de 3  à   5 ppm). Il passe ensuite dans un clapet anti-retour à pression minimum qui a deux fonctions : 1° anti-retour — empêcher le retour de l'air comprimé du réseau vers l'intérieur du compresseur lorsque le cycle de compression sera fini ; 2° pression minimum — assurer une pression interne minimum (de l'ordre de 5 bars) nécessaire à la circulation d'huile lorsque le compresseur est en charge, ainsi qu'une montée rapide en pression lors du démarrage. L'air comprimé arrive enfin dans un échangeur air/air ou air/eau qui permet d'abaisser sa température à environ +10 °C au dessus de la température d'aspiration, pour permettre son utilisation.

### Compresseur à vis double non lubrifié
Le compresseur à vis non lubrifié, bien qu'ayant des performances intrinsèques moins intéressantes que le compresseur à vis lubrifié et des coûts de fabrication supérieurs, présente cependant des atouts certains lorsque la qualité d'air requise à l'utilisation nécessite des niveaux élevés de sécurité et de pureté. Le gaz comprimé produit est totalement exempt d'huile (à l'exception des polluants présents dans l'air ambiant aspiré avant compression), éliminant ainsi la quasi totalité des risques de pollution accidentelle pour des secteurs d'activité sensibles ou l'air comprimé entre en contact avec le produit fini (secteurs pharmaceutiques ou agroalimentaire...), et réduisant les étapes de filtration postérieures au minimum selon la qualité d'air requise. Pour atteindre les pressions habituelles de l'industrie (7 à 10 bars), ces compresseurs nécessitent une compression bi-étagée.

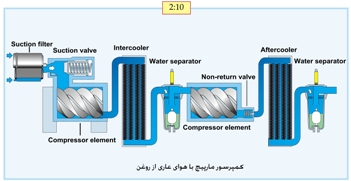
Schéma de principe d'un compresseur à vis non lubrifié

#### Principe de fonctionnement
L'air ambiant est aspiré au travers du filtre à air et du régulateur d'aspiration; il est comprimé à près de 3 bars dans le 1er étage de compression, à une température d'environ 170°C. Il passe alors dans un réfrigérant inter-étage suivi d'un séparateur de condensats pour diminuer sa température à un niveau acceptable pour le 2ème étage de compression et purger les condensats issus de ce refroidissement. Il arrive ensuite à l'admission du 2ème étage de compression pour être comprimé à sa pression finale, à une température d'environ 230°C, passe par un clapet anti-retour qui empêche le retour d'air du réseau à la fin du cycle de compression; et est enfin refroidi dans un réfrigérant final.

### Compresseur à vis à injection d'eau
Le compresseur à injection d'eau peuvent être équipés d'éléments de compression à vis double ou de bloc vis monovis. L'intérêt principal, outre des considérations écologiques par rapport à l'emploi d'un lubrifiant fossile, réside dans la production d'un air comprimé exempt d'huile, à l'instar d'un compresseur non lubrifié. Le refroidissement assuré par l'eau permet des températures de compression plus basses, se rapprochant ainsi d'une compression isotherme et améliorant ainsi la performance énergétique. Le taux de compression n'est toutefois pas aussi élevé que pour un compresseur à vis à injection d'huile; limitant ainsi l'intérêt énergétique du point précédent.

#### Principe de fonctionnement

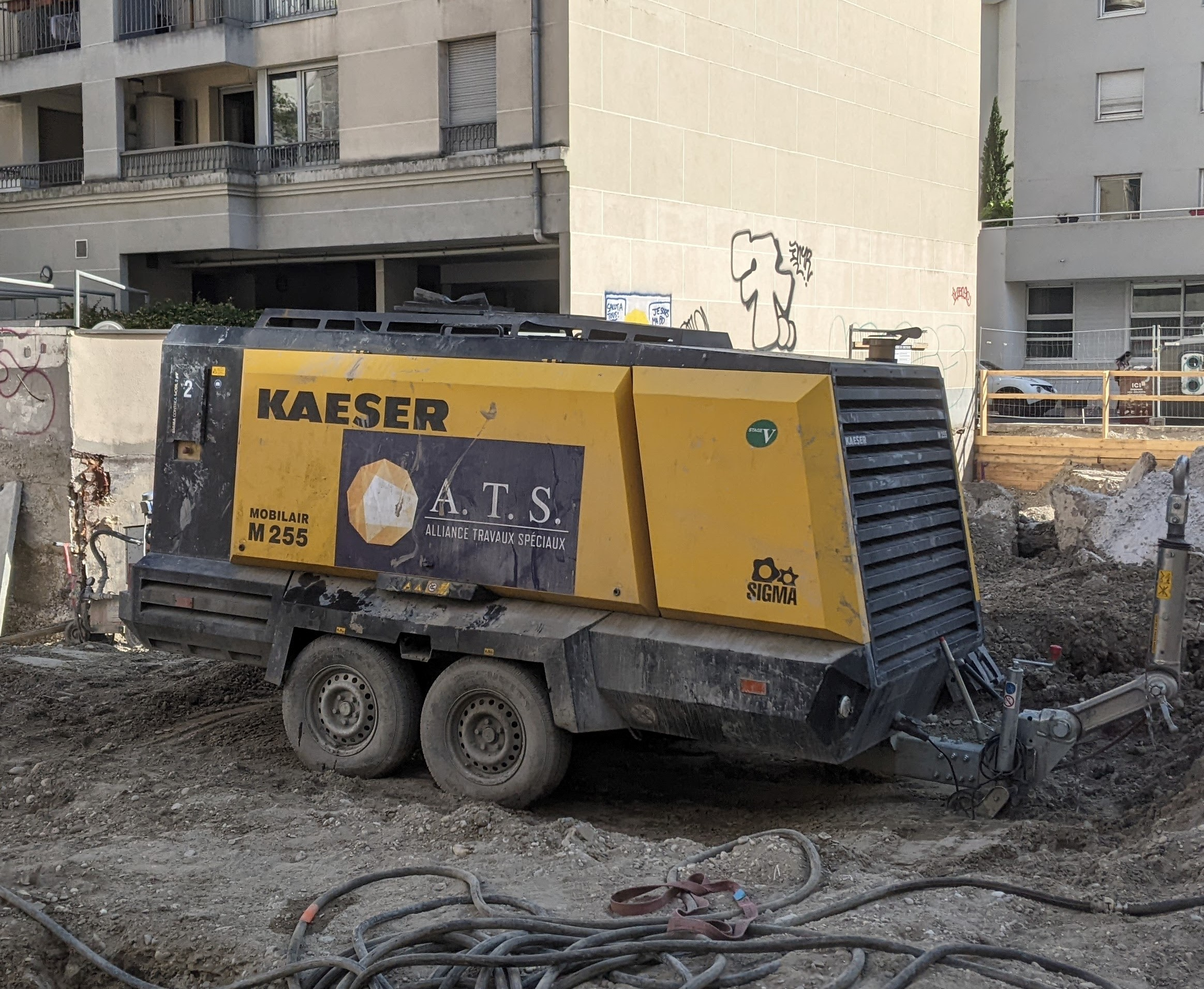
Compresseur mobile de travaux public

Le compresseur à vis à injection d'eau fonctionne sur le même principe que les compresseurs rotatifs à vis lubrifiées à injection d'huile, mais de l'eau en circuit fermé assure le rôle du lubrifiant. Un filtre séparateur d'eau remplace le filtre déshuileur dans le réservoir séparateur. Une quantité d'eau non négligeable est entraînée avec l'air comprimé à l'issue du processus de séparation (de l'ordre de 10 Litres/ jour sur un compresseur de 30kW); un appoint d'eau régulier, automatisé, est donc nécessaire au fonctionnement; soit par une alimentation externe, soit par retour de condensation des vapeurs d'eau contenues dans l'air comprimé. Le circuit d'eau nécessite par ailleurs son traitement permanent à l'aide de filtres pouvant aller, selon les constructeurs, d'un simple filtre à coalescence à des filtres à charbon actif ou des filtres à osmose inverse, intégrés dans le compresseur.

### Compresseur monovis
Les compresseurs mono-vis sont en 2025 majoritairement utilisés pour la compression de fluides frigorigènes en tant qu'éléments de compression, Les quelques machines complètes existantes sont des compresseurs d'air à injection d'eau. Le principe de fonctionnement est identique aux compresseurs à vis à injection d'eau; seul l'élément de compression diffère.

## Caractéristiques et performances
Les compresseurs sont souvent désignés, par facilité, par la puissance nominale du moteur d'entraînement de l'élément de compression, ou encore la puissance frigorifique des refroidisseurs qu'ils équipent; ces seuls éléments sont toutefois insuffisants pour les qualifier.
Ils sont caractérisés par le débit fourni à une pression donnée, ainsi que la puissance nécessaire au fonctionnement. Le débit est toujours exprimé en étant ramené aux conditions de référence à l'aspiration (température, hygrométrie, et surtout pression d'aspiration); il est donc le plus souvent donné en air détendu à la pression atmosphérique, notamment pour l'air comprimé. La puissance nécessaire peut être considérée sur l'arbre d'entraînement du bloc vis ou, dans le cas des machines complètes, aux bornes d'alimentation de la machine; intégrant alors les pertes du moteur principal, de l'accouplement et des périphériques (variateur de vitesse, ventilateur, organes de commande...).

### Rendement spécifique
La performance s'apprécie  par une valeur de rendement spécifique : le ratio puissance/débit, exprimé en W/m3 ou kW/m3/min (toujours à une pression donnée). Ce rendement est un facteur essentiel dans l'appréciation des coûts totaux d'exploitation des compresseurs, l'énergie y représente en effet environ 70% du montant total. Les performances sont dépendantes de la pression à laquelle le compresseur travaille et du fluide comprimé, il n'existe donc pas, au regard de ces variables, de valeur de performance commune à tous les compresseurs à vis, à fortiori entre la compression de fluides frigorigènes et la production d'air comprimé. Dans le cas des machines complètes, la puissance est à considérer aux bornes d'alimentation, selon la norme ISO 1217.

### La norme ISO 1217
Les mesures de puissance, de débit, et de rendement associés sont encadrés par la norme ISO1217:2009, notamment son annexe C pour les compresseurs à vis.
| Plages de débit aux conditions de référence | Tolérance de débit       | Tolérance sur le rendement spécifique | Puissance                 |
| ------------------------------------------- | ------------------------ | ------------------------------------- | ------------------------- |
| 0 < qv {\displaystyle \leqslant } 30 m3/h   | {\displaystyle \pm } 7 % | {\displaystyle \pm } 8 %              | {\displaystyle \pm } 10 % |
| 30 < qv {\displaystyle \leqslant } 90 m3/h  | {\displaystyle \pm } 6 % | {\displaystyle \pm } 7 %              | {\displaystyle \pm } 1 0% |
| 90 < qv {\displaystyle \leqslant } 900 m3/h | {\displaystyle \pm } 5 % | {\displaystyle \pm } 6 %              | {\displaystyle \pm } 10 % |
| > 900 m3/h                                  | {\displaystyle \pm } 4 % | {\displaystyle \pm } 5 %              | {\displaystyle \pm } 10 % |

### Vitesses de rotation
Elles sont différentes sur les compresseurs lubrifiés et les compresseurs non lubrifiés : dans ce dernier cas, l'absence d'étanchéité assurée par un lubrifiant entre vis et stator engendre des fuites internes beaucoup plus importantes qu'il faut compenser par une augmentation de la vitesse de rotation pour obtenir un rendement spécifique acceptable. Les valeurs usuelles rencontrées : 
- compresseurs à vis lubrifiées :1 200 à 7 000 tr/min
- Compresseurs à vis non lubrifiées : 10 000 à 25 000 tr/min

Ces vitesses, sur un même bloc vis, sont directement proportionnelles au débit produit; chaque tour de rotation produisant un même volume comprimé. Elles ont aussi des conséquences sur le niveau sonore et la longévité mécanique .
La vitesse circonférentielle des rotors, selon leurs diamètres, est également proportionnelle à la vitesse de rotation. Cette vitesse linéaire en périphérie des rotors influence le niveau de fuites internes du bloc vis, donc le rendement spécifique.

### Taille des blocs
Nonobstant les limites technologiques de vitesse de rotation, de température ou de taux de compression d'un élément de compression à vis, les usages les plus courants comme l'air comprimé ou les refroidisseurs ont des considérations de rendement énergétique et de coûts de production qui limitent les plages d'emploi de ces éléments de compression. Le rendement optimal est obtenu dans une plage de pression spécifique à chaque bloc vis, en étroite relation avec les vitesses circonférentielles des rotors, donc le diamètre des vis mâle et femelle. Cela conduit les constructeurs à proposer une gamme d'éléments de compression de tailles standardisées, qui peuvent être utilisés avec des moteurs d'entrainement de puissances différentes. Une même taille de bloc vis pourra éventuellement servir pour couvrir une plage de débits allant du simple au triple, en jouant sur les vitesses et parfois au détriment des performances.

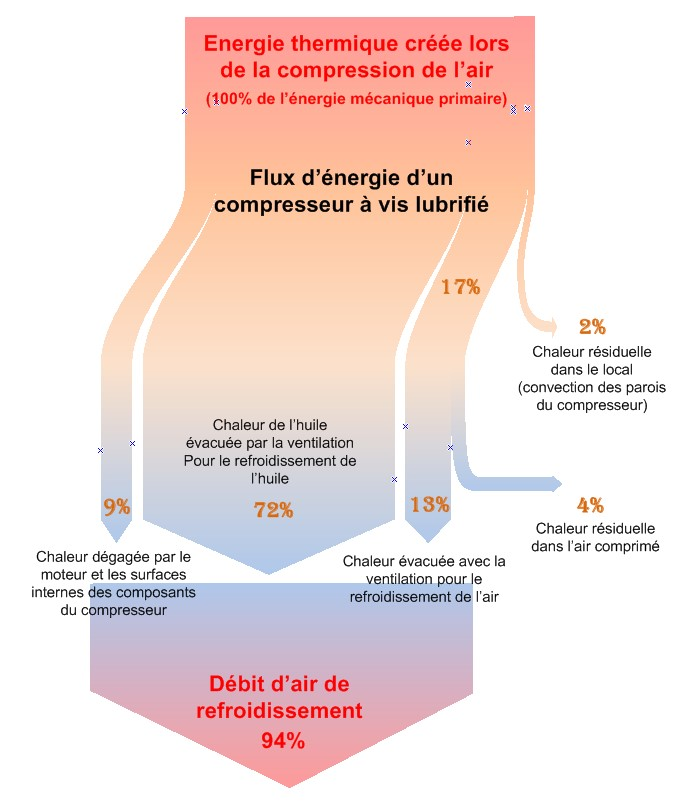
Énergie thermique dans un compresseur à vis lubrifié

### Applications air comprimé basse pression
Les applications pour l'air comprimé en dessous de 5 bar ne sont pas les plus fréquentes et sont souvent considérées comme de la basse pression; domaine de pression ou les compresseurs à vis sont confrontés à d'autres technologies (compresseurs à lobes, notamment). Les pressions courantes vont de 300 mbar à 3 bar; les débits de 1 000 à 15 000 m3/h. Les compresseurs à vis lubrifiées sont limités dans leurs possibilités de produire de l'air comprimé à basse pression, une pression interne étant nécessaire pour assurer la circulation du lubrifiant (il n'y a pas de pompe à huile). En dessous de 3,5 bar, les compresseurs utilisés sont de technologie non lubrifiée.

### Applications air comprimé standard 7 bars
Les pressions proposées dans ces gammes de compresseurs sont habituellement de 5 à 15 bar pour répondre au besoin de pression le plus courant dans l'industrie, d'environ 7 bar. Les gammes de puissance couramment rencontrées vont de 2,2 à 315 kW pour les compresseurs à vis lubrifiées, et de 55 à 500 kW pour les vis non lubrifiées. La puissance moyenne dans l'industrie se situant autour de 22 kW. Les débits correspondant s'étalent de 20 à 5 000 m3/h
Le rendement spécifique d'un compresseur à vis lubrifiées à 7 bar est d'environ 100 W/m3 et l’élévation d'un bar de pression équivaut à environ 6 % d'augmentation de puissance nécessaire à l'entraînement. Cette valeur moyenne peut cacher de grosses disparités entre différentes tailles de machines et selon les fabricants. Le coût total d'exploitation d'un compresseur à vis est très largement influencé par sa consommation énergétique : 70 % pour la facture d'énergie, 15 % pour l'investissement initial, 15 % pour la maintenance (en moyenne sur 5 à 10 ans avec un moteur d'entraînement électrique, pour un fonctionnement de 4 000 à 8 700 h/an)  
La compression de l’air, outre les pertes d'énergie dans le compresseur (moteur électrique, transmission), s’accompagne d’une transformation d'une grande partie de l'énergie mécanique primaire en énergie thermique, d'environ 90%, souvent inexploitée. Cette chaleur fatale peut être utilisée comme procédé de chauffage d'eau ou d'air afin d'améliorer le rendement global.

### Applications fluides frigorigènes et gaz process
Ces applications exploitent davantage les limites fonctionnelles de la technologie des compresseurs à vis: les pressions en mono-étagé sont fréquentes jusqu'à 25 bar en vis lubrifiée et 15 bar en vis non lubrifiée. Les débits sont possibles jusqu'à 25 000 m3/h.

### Maintenance, durée de vie des matériels
Les compresseurs à vis sont souvent associés à des procédés de production en continu, tournant parfois 24h/24 toute l'année et considérés comme une source d'énergie indispensable, ils nécessitent une maintenance préventive régulière pour s'assurer de leur bon fonctionnement, leur disponibilité et leur longévité. Le coût de la maintenance d'une machine complète représente en moyenne, sur 10 ans, le prix du compresseur neuf.
Bloc vis : selon l'environnement et les conditions d'utilisations, les roulements à bille des blocs vis sont souvent préconisés en remplacement systématique autour de 30 à 40 000 h de fonctionnement. (l'équivalent de 2,4 millions de km pour un moteur de voiture). L'importance des coûts de ces révisions (30 à 50 % du prix d'une machine neuve) peut amener à réaliser une maintenance conditionnelle (suivis vibratoires, analyses d'huile…) pour optimiser les coûts d'exploitation. Certains blocs vis fonctionnent sans encombre jusqu'à 100 000H de fonctionnement.